# Pučišća

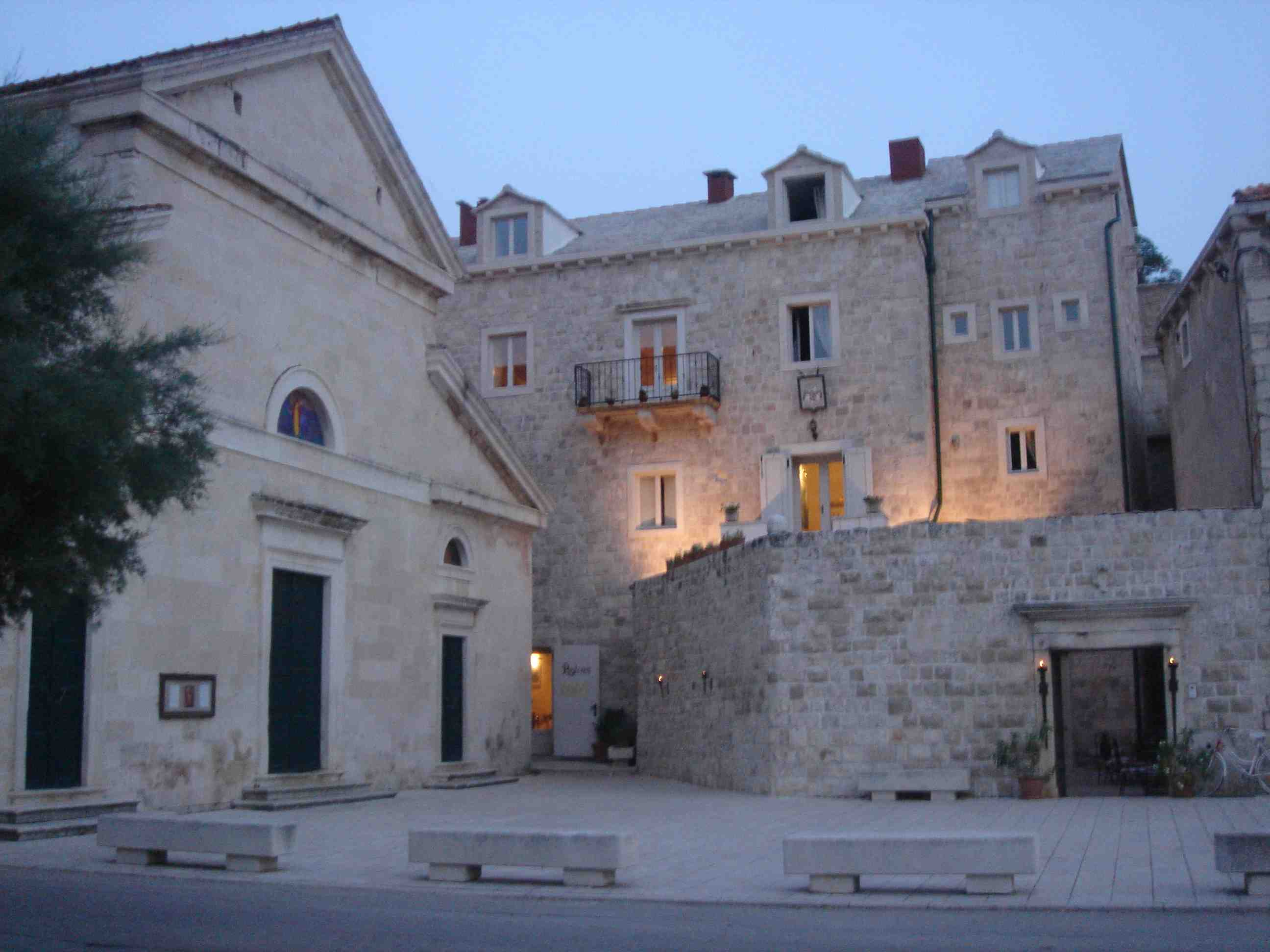
Kościół Św. Stjepana i pałac Deśkovićia

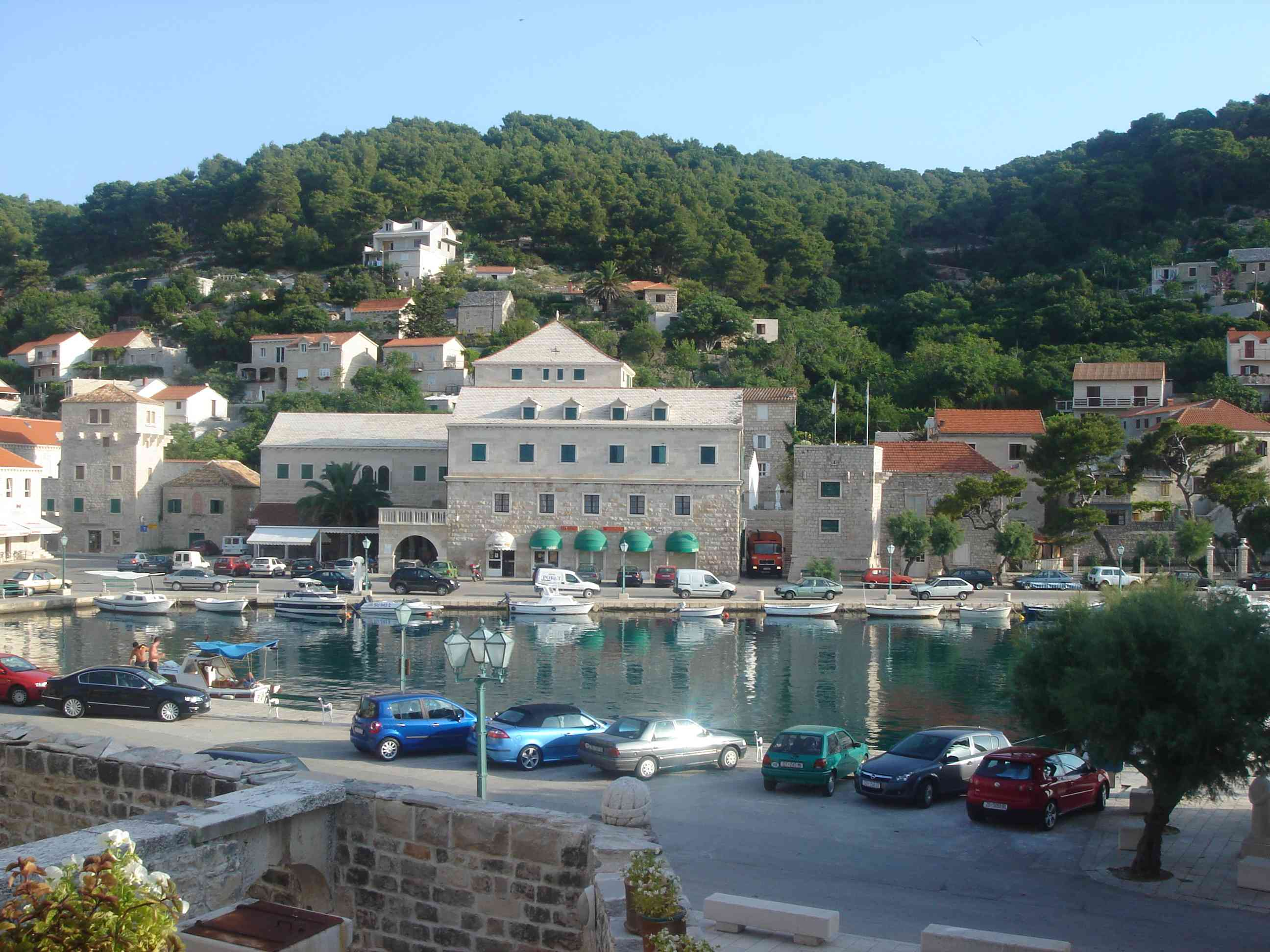
Widok na miasto z pałacu Deśković

Pučišća (wł. Pucischie) – miasto w Chorwacji, w żupanii splicko-dalmatyńskiej, siedziba gminy Pučišća. Leży na wyspie Brač. W 2011 roku liczyło 1529 mieszkańców.
Znana jest z tradycji rzeźbiarskich, a kamień z pobliskich kamieniołomów został wykorzystany do budowy Białego Domu w Waszyngtonie. Nazwa Pučišća powstała z łac. puteus – źródło, co odnosiło się do źródła słodkiej wody zmieszanej ze słoną, przeznaczonej do pojenia bydła. Głęboka zatoka, w której Pučišća jest położona, rozdwaja się na dwie mniejsze zatoki: Pučiški dolac i Stipanska luka. Wielki kamieniołom Veselje, który znajduje się na północny wschód od Pučišća, był najważniejszym źródłem dochodów osady przez całą historię Pučišća. Znany rzeźbiarz Andrija Alesi, w roku 1455 wynajął kamieniołom i z kamienia z Pučišća stworzył swoje najbardziej znane dzieła. Ciągłość rzeźbiarskiej tradycji zapewnia obecnie szkoła rzeźby.
Na cmentarzu w Zatoce Stipanskiej znajduje się wczesnochrześcijański kościół św. Stjepana z chrzcielnicą. Kościół w późnym XI wieku przeszedł wyraźne przekształcenia, kiedy Benedyktyni obok niego zbudowali klasztor. Na cmentarzu, obok kościoła, znajduje się grób dalmatyńskiego rzeźbiarza z Pučišća Vale Michieliego. W kościele parafialnym (z 1576 roku) znajduje się drewniany relief patrona miejscowości św. Jerolima, obraz św. Roka (Tizianowego ucznia Sante Perande), a w parafialnym urzędzie zachowana jest znana Povaljska listina. W renesansowym kościele Marijinog Uznesenja (1533) znajdują się groby rzeźbiarzy z Braču, Ciprijana Žuvetića, Radojkovića, Akvila i Bokanića. Ponad Pučišća, na Bračuti, znajduje się romańsko-gotycki kościół św. Jurja z renesansowym reliefem kamiennym św. Jerzego.
Dzisiejsza osada z charakterystycznymi domami i kamiennymi dachami rozwinęła się obok pałacu Ciprijana Žuvetića i ciągu obronnych wież. W Pučišciach w średniowieczu zbudowano aż 13 wież. Dlatego Pučišća była nazywana Portem Wież, z których najbardziej wartościowymi były już wymieniona Źuvetićia, Akvilina i przy pałacu rodziny Dešković. Pierwsza szkoła prywatna na wyspie została otwarta już w roku 1516; pierwsza czytelnia na wyspie Brač została założona w Pučišciach w roku 1868. Największa dewastacja Pučišcia w historii zdarzyła się w roku 1943, kiedy włoskie wojsko spaliło miejscowość.
Lokalnymi specjalnościami osady są jagnięcina, wino i oliwa.